# Milan Dimić
Milan Velimir Dimić (né le 15 mars 1933 à Belgrade et mort le 9 mars 2007 à Belgrade) était un professeur de littérature comparée serbo-canadien,. Il est associé à l'école comparatiste serbe,, qui,  se préoccupant de l'identité de la littérature serbe, a essentiellement travaillé sur deux pistes : examiner tout d'abord les parallèles et analogies avec les littératures slaves, notamment la littérature russe et, ensuite, relever les influences reçues des littératures occidentales. De plus, ses recherches et son activisme ont donné au Canada sa réputation internationale en matière de littérature comparée,,.

## Biographie
Milan V. Dimić a commencé sa carrière scientifique à l'Institut de Phonétique expérimentale de l'Académie serbe des sciences et des arts. Il a enseigné de 1957 à 1962, la théorie de la littérature à l'Université de Belgrade. Une bourse de la Fondation Alexander von Humboldt lui a permis d'obtenir à partir de 1963, un post-doctorat en études de littérature comparée à l'Université Eberhard Karl de Tübingen.
En 1963, il publie trois livres (publiés plusieurs fois) : Predanja klasične starine (Légendes de l'Antiquité classique), Predanja starih Germana et Predanja azijskih naroda (Légendes des peuples d'Asie), suivis en 1964 par Franc Kafka. Pripovetke (Franz Kafka : Prose narrative choisie).
En 1966, Milan Dimić devient Professeur de philologie romane et de Littérature comparée à l'Université de l'Alberta au Canada, dont il a dirigé, de 1969 à 1975, le département de littérature comparée. Il a été membre fondateur de l'Association canadienne de littérature comparée et de son conseil d'administration de 1968 à 1998.
En 1974, il a fondé la Revue canadienne de littérature comparée, dont il a été l'éditeur jusqu'en 1998,[réf. à confirmer],. Il a aussi fondé, en 1985, l'Institut de recherche en littérature comparée (aujourd'hui Institut M.V Dimić). In 2015, l'Université de l'Alberta lance une série annuelle de conférences,,,, les Milan Dimic Lecture Series in Comparative Literature.
Il fut vice-président de la Commission consultative des affaires universitaires du Conseil des Arts du Canada dans les années 70.
Il a été un membre actif (dont trésorier et membre du comité de coordination), de l'Association internationale de Littérature comparée, dont il a organisé le 14e congrès à Edmonton,, en 1994.
En 1983, il est devenu membre de la Société royale du Canada. Après sa retraite en 1998, il a continué à enseigner et a été professeur invité à l'Université Shih Hsin (en) de Taipei.
Il épouse Colette Bidanchon en 1959 dont il divorce en 1987.

## Publications
Il a publié de nombreux articles de littérature comparée